# 4270 Juanvictoria
4270 Juanvictoria eller 1975 TJ6 är en asteroid i huvudbältet som upptäcktes den 1 oktober 1975 av Félix Aguilar-observatoriet. Den är uppkallad efter Juan Victoria.
Asteroiden har en diameter på ungefär 8 kilometer.